# 三叉街街道
三叉街街道是中国福建省福州市仓山区下辖的一个街道，东面连江南路旁切全境、西面以则徐大道为界、北起三高路、南至则徐公园。

## 行政区划
三叉街街道共辖4个社区：
村东社区、湖畔社区、绿岛社区和金浦社区。